# C'est arrivé dans la Cinquième Avenue
Pour plus de détails, voir Fiche technique et Distribution.
C'est arrivé dans la Cinquième Avenue (titre original : It Happened on Fifth Avenue) est un film américain en noir et blanc réalisé par Roy Del Ruth, sorti en 1947.

## Synopsis
Deux sans-abri s'introduisent dans un manoir de la huppée Cinquième Avenue de New York, pendant que les propriétaires sont partis dans le sud. Ils invitent d'autres amis à les rejoindre.

## Fiche technique
- Titre original : It Happened on Fifth Avenue
- Titre français : C'est arrivé dans la Cinquième Avenue
- Réalisation : Roy Del Ruth
- Scénario : Everett Freeman, d'après une histoire de Frederick Stephani et Herbert Clyde Lewis
- Musique : Edward Ward
- Direction artistique : Lewis Creber
- Décors : Ray Boltz
- Costumes : Willard George (Fourrures), Lorraine MacLean
- Son : Corson Jowett
- Photographie : Henry Sharp
- Montage : Richard Heermance (de)
- Producteurs : Roy Del Ruth, Joe Kaufman (producteur associé)
- Société de production : Allied Artists Pictures
- Société de distribution : Monogram Pictures
- Pays de production :  États-Unis
- Langue d'origine : anglais américain
- Format : noir et blanc — pellicule : 35 mm — image : 1,33:1 — son : mono
- Genre : comédie romantique, film musical
- Durée : 116 minutes
- Dates de sortie : 
  - États-Unis : 19 avril 1947
  - France : 24 décembre 1947

## Distribution
- Don DeFore : Jim Bullock
- Ann Harding : Mary O'Connor
- Charles Ruggles : Michael J. "Mike" O'Connor
- Victor Moore : Aloyisius T. McKeever
- Gale Storm : Trudy O'Connor
- Grant Mitchell : Farrow
- Edward Brophy : Cecil Felton
- Alan Hale, Jr. : Whitey Temple
- Dorothea Kent : Margie Temple
- Charles Lane : le propriétaire
- Edward Ryan : Hank
- Cathy Carter : Alice
- Edward Gargan : policier dans le parc
- John Hamilton : Harper
- Dudley Dickerson : Joe

## Chansons du film
- "It's a Wonderful Wonderful Feeling", "That's What Christmas Means to Me", "Speak--My Heart" : paroles et musique de Harry Revel
- "You're Everywhere" : musique de Harry Revel, lyrics de Paul Webster